# Chrysocraspeda croceomarginata
Chrysocraspeda croceomarginata là một loài bướm đêm trong họ Geometridae.